# Empire of the Sun
Empire of the Sun (englisch für ‚Reich der Sonne‘) ist ein australisches Musikprojekt. Es wurde im Jahr 2007 von Luke Steele, dem Sänger der Alternative-Rock-Band The Sleepy Jackson, und Nick Littlemore, einer Hälfte der Band Pnau, gegründet und folgt musikalisch einem ähnlichen Elektropopstil wie Littlemores Hauptprojekt.

## Name
Während eines TV-Interviews für den Sender Arte ließ die Band verlauten, dass ihr Name nicht von Ballards Roman oder Spielbergs gleichnamigem Film inspiriert sei. Es gehe vielmehr um die Sonne als verbindendes Element für das ganze Universum.

## Geschichte

### Walking on a Dream
Nach der Arbeit an ihrem ersten Album veröffentlichten Empire of the Sun am 30. August 2008 die Single Walking on a Dream. Sie wurde von den australischen Radiosendern positiv aufgenommen und erreichte Platz 10 der australischen Singlecharts. Das fünf Wochen später erschienene Album Walking on a Dream stieg auf Anhieb auf Platz 8 ein. Am 21. Februar 2009 wurde die zweite Single We Are the People veröffentlicht. Der Song erreichte in Deutschland jedoch damals nur Platz 65.
Zur Sonnenfinsternis vom 22. Juli 2009 zeigte die Band einen Internetbroadcast in der Art eines Auftrittes in schwarz-weiß, in dem nur Luke Steele und dessen Frau zu sehen sind. Es wurde über die Webseite „Eclipse of the Sun“ verbreitet und auf gängige Plattformen hochgeladen. Darin werden die Songs Breakdown und Swordfish Hotkiss Night gespielt.
Im Jahr 2009 untermalte der Autokonzern Hyundai mit dem Titel Walking on a Dream seine Fernsehwerbung. Ende 2010 verwendete der Telekommunikationsanbieter Vodafone den Titel We Are the People in einer Werbekampagne, die ab dem 27. Oktober 2010 im deutschen Fernsehen lief. Das Lied erreichte kurz nach der Erstausstrahlung in Deutschland Platz 1 der Verkaufscharts des Download-Portals iTunes. Nach dem Wiedereinstieg in die deutschen Singlecharts erreichte es auch dort Anfang Dezember Platz 1. In der dritten Kalenderwoche des Jahres 2011 wurde bekannt, dass über 300.000 Einheiten allein in Deutschland abgesetzt werden konnten, damit erreichte die Single Platin-Status.
Mit insgesamt zwei Konzerten feierten Empire of the Sun ihr Konzertdebüt in Deutschland. Am 6. August 2011 spielte die Band im Palladium in Köln und am darauffolgenden Tag im Hamburger Stadtpark. Bei beiden Konzerten trat Luke Steele ohne sein festes Bandmitglied Nick Littlemore auf. Noch vor den beiden Konzerten gab Littlemore Ende Juni 2011 in einem Interview bekannt, dass die Band bereits an einem zweiten Album arbeite. Bei der anschließenden Tour wolle er dann auch dabei sein, hieß es weiter.

## Diskografie

### Studioalben
| Jahr | Titel              | Höchstplatzierung, Gesamtwochen, AuszeichnungChartplatzierungen (Jahr, Titel, Platzierungen, Wochen, Auszeichnungen, Anmerkungen) | Höchstplatzierung, Gesamtwochen, AuszeichnungChartplatzierungen (Jahr, Titel, Platzierungen, Wochen, Auszeichnungen, Anmerkungen) | Höchstplatzierung, Gesamtwochen, AuszeichnungChartplatzierungen (Jahr, Titel, Platzierungen, Wochen, Auszeichnungen, Anmerkungen) | Höchstplatzierung, Gesamtwochen, AuszeichnungChartplatzierungen (Jahr, Titel, Platzierungen, Wochen, Auszeichnungen, Anmerkungen) | Höchstplatzierung, Gesamtwochen, AuszeichnungChartplatzierungen (Jahr, Titel, Platzierungen, Wochen, Auszeichnungen, Anmerkungen) | Höchstplatzierung, Gesamtwochen, AuszeichnungChartplatzierungen (Jahr, Titel, Platzierungen, Wochen, Auszeichnungen, Anmerkungen) | Anmerkungen                            |
| Jahr | Titel              | DE | AT | CH | UK | US | AU | Anmerkungen                            |
| ---- | ------------------ | --- | --- | --- | --- | --- | --- | -------------------------------------- |
| 2008 | Walking on a Dream | DE31 Gold · (23 Wo.)DE | AT22 (14 Wo.)AT | CH15 (33 Wo.)CH | UK19 Gold · (26 Wo.)UK | US97 Gold · (3 Wo.)US | AU6 ×3Dreifachplatin · (54 Wo.)AU                                                                                                 | Erstveröffentlichung: 3. Oktober 2008  |
| 2013 | Ice on the Dune    | DE34 (3 Wo.)DE | AT37 (1 Wo.)AT | CH7 (9 Wo.)CH | UK24 (2 Wo.)UK | US20 (3 Wo.)US | AU3 Gold · (7 Wo.)AU | Erstveröffentlichung: 14. Juni 2013    |
| 2016 | Two Vines          | — | — | CH42 (1 Wo.)CH | UK42 (1 Wo.)UK | US51 (1 Wo.)US | AU7 (3 Wo.)AU | Erstveröffentlichung: 28. Oktober 2016 |
| 2024 | Ask That God       | DE58 (1 Wo.)DE | — | CH17 (1 Wo.)CH | — | — | AU10 (1 Wo.)AU | Erstveröffentlichung: 26. Juli 2024    |

### Singles
| Jahr | Titel Album                           | Höchstplatzierung, Gesamtwochen, AuszeichnungChartplatzierungen (Jahr, Titel, Album, Platzierungen, Wochen, Auszeichnungen, Anmerkungen) | Höchstplatzierung, Gesamtwochen, AuszeichnungChartplatzierungen (Jahr, Titel, Album, Platzierungen, Wochen, Auszeichnungen, Anmerkungen) | Höchstplatzierung, Gesamtwochen, AuszeichnungChartplatzierungen (Jahr, Titel, Album, Platzierungen, Wochen, Auszeichnungen, Anmerkungen) | Höchstplatzierung, Gesamtwochen, AuszeichnungChartplatzierungen (Jahr, Titel, Album, Platzierungen, Wochen, Auszeichnungen, Anmerkungen) | Höchstplatzierung, Gesamtwochen, AuszeichnungChartplatzierungen (Jahr, Titel, Album, Platzierungen, Wochen, Auszeichnungen, Anmerkungen) | Höchstplatzierung, Gesamtwochen, AuszeichnungChartplatzierungen (Jahr, Titel, Album, Platzierungen, Wochen, Auszeichnungen, Anmerkungen) | Anmerkungen                                                     |
| Jahr | Titel Album                           | DE | AT | CH | UK | US | AU | Anmerkungen                                                     |
| ---- | ------------------------------------- | --- | --- | --- | --- | --- | --- | --------------------------------------------------------------- |
| 2008 | Walking on a Dream                    | DE55 Gold · (13 Wo.)DE | — | CH21 (33 Wo.)CH | UK64 ×2Doppelplatin · (9 Wo.)UK | US65 Platin · (5 Wo.)US | AU10 ×1313-fach-Platin · (34 Wo.)AU | Erstveröffentlichung: 30. August 2008 in US erst 2016 platziert |
| 2008 | We Are the People Walking on a Dream  | DE1 ×3Dreifachgold · (52 Wo.)DE | AT2 Gold · (26 Wo.)AT | CH20 Gold · (45 Wo.)CH | UK14 ×2Doppelplatin · (23 Wo.)UK | — | AU24 ×6Sechsfachplatin · (17 Wo.)AU | Erstveröffentlichung: 20. September 2008                        |
| 2013 | Alive Ice on the Dune                 | DE39 (17 Wo.)DE | AT16 (17 Wo.)AT | CH25 (16 Wo.)CH | UK83 Silber · (1 Wo.)UK | US— GoldUS | AU22 ×4Vierfachplatin · (13 Wo.)AU | Erstveröffentlichung: 15. April 2013                            |
| 2023 | We Are the People (Southstar Remix) – | DE48 (19 Wo.)DE | AT— GoldAT | — | — | — | — | Erstveröffentlichung: 17. Februar 2023                          |

Weitere Singles
- 2009: Standing on the Shore
- 2009: Without You
- 2010: Half Mast (Slight Return) (AU: Gold)
- 2013: DNA
- 2014: Celebrate
- 2016: High and Low (AU: Platin)
- 2016: To Her Door
- 2020: The Thrill (Wiz Khalifa feat. Empire of the Sun, UK: Silber, US: Platin)
- 2024: Changes

## Auszeichnungen für Musikverkäufe
| Goldene Schallplatte - Brasilien - 2024: für die Single Alive - 2024: für die Single Walking on a Dream - 2024: für die Single We Are the People - Dänemark - 2024: für die Single We Are the People - 2024: für das Lied The Spins - 2025: für das Album Walking on a Dream - 2025: für die Single The Thrill - Irland - 2009: für das Album Walking on a Dream - Italien - 2024: für die Single We Are the People - 2024: für das Album Walking on a Dream - Kanada - 2024: für die Single High and Low - Polen - 2024: für die Single We Are the People (Southstar Remix) - Spanien - 2024: für die Single Walking on a Dream - 2025: für die Single We Are the People - Vereinigte Staaten - 2021: für das Lied The Spins - Vereinigtes Königreich - 2024: für das Lied The Spins | Platin-Schallplatte - Dänemark - 2024: für die Single Walking on a Dream - Griechenland - 2025: für die Single We Are the People - Italien - 2013: für die Single Alive - 2023: für die Single Walking on a Dream - Kanada - 2024: für die Single Alive - 2024: für die Single We Are the People - Neuseeland - 2023: für die Single Alive - Portugal - 2025: für die Single We Are the People - Ungarn - 2025: für die Single We Are the People (Southstar Remix) 2× Platin-Schallplatte - Neuseeland - 2024: für die Single We Are the People - 2025: für das Album Walking on a Dream 5× Platin-Schallplatte - Kanada - 2024: für die Single Walking on a Dream 6× Platin-Schallplatte - Neuseeland - 2025: für die Single Walking on a Dream |

Anmerkung: Auszeichnungen in Ländern aus den Charttabellen bzw. Chartboxen sind in ebendiesen zu finden.
| Land/RegionAuszeichnungen für Musikverkäufe (Land/Region, Auszeichnungen, Verkäufe, Quellen) | Silber     | Gold       | Platin       | Verkäufe  | Quellen              |
| -------------------------------------------------------------------------------------------- | ---------- | ---------- | ------------ | --------- | -------------------- |
| Australien (ARIA)                                                                            | —          | 2× Gold2   | 27× Platin27 | 1.960.000 | aria.com.au          |
| Brasilien (PMB)                                                                              | —          | 3× Gold3   | —            | 80.000    | pro-musicabr.org.br  |
| Dänemark (IFPI)                                                                              | —          | 4× Gold4   | Platin1      | 235.000   | ifpi.dk              |
| Deutschland (BVMI)                                                                           | —          | 3× Gold3   | Platin1      | 700.000   | musikindustrie.de    |
| Griechenland (IFPI)                                                                          | —          | —          | Platin1      | 20.000    | Einzelnachweise      |
| Irland (IRMA)                                                                                | —          | Gold1      | —            | 7.500     | irishcharts.ie       |
| Italien (FIMI)                                                                               | —          | 2× Gold2   | 2× Platin2   | 205.000   | fimi.it              |
| Kanada (MC)                                                                                  | —          | Gold1      | 7× Platin7   | 600.000   | musiccanada.com      |
| Neuseeland (RMNZ)                                                                            | —          | —          | 11× Platin11 | 300.000   | radioscope.co.nz NZ2 |
| Österreich (IFPI)                                                                            | —          | 2× Gold2   | —            | 30.000    | ifpi.at              |
| Polen (ZPAV)                                                                                 | —          | Gold1      | —            | 25.000    | olis.pl              |
| Portugal (AFP)                                                                               | —          | —          | Platin1      | 10.000    | Einzelnachweise      |
| Schweiz (IFPI)                                                                               | —          | Gold1      | —            | 15.000    | hitparade.ch         |
| Spanien (Promusicae)                                                                         | —          | 2× Gold2   | —            | 60.000    | elportaldemusica.es  |
| Ungarn (MAHASZ)                                                                              | —          | —          | Platin1      | 4.000     | slagerlistak.hu      |
| Vereinigte Staaten (RIAA)                                                                    | —          | 3× Gold3   | 2× Platin2   | 3.500.000 | riaa.com             |
| Vereinigtes Königreich (BPI)                                                                 | 2× Silber2 | 2× Gold2   | 4× Platin4   | 3.300.000 | bpi.co.uk            |
| Insgesamt                                                                                    | 2× Silber2 | 27× Gold27 | 57× Platin57 |           |                      |